# Csépe Béla
Csépe Béla (Szolnok, 1931. február 11. – Budapest, 2009. november 27.) magyar politikus, közgazdász, az Antall József és Boross Péter vezette kormányok alatt a KDNP frakcióvezetője.

## Családja
Édesapja, Csépe Jenő (1900-1966) magyar-történelem szakos polgári iskolai tanár volt, Szolnokon, Miskolcon, Kiskunfélegyházán és Kassán tanított, majd kinevezték a miskolci Dayka Gábor Polgári Leányiskola igazgatójává. 1946-ban belépett a Demokrata Néppártba, 1947-től 1949-ig a párt országgyűlési képviselője volt. Ellenzéki politikai tevékenysége miatt 1949-ben elbocsátották állásából, egy időre nyugdíját is megvonták, csak 1956 után kapta vissza tanári állását. Édesanyja, Matusek Erzsébet (1901-1982) kereskedelmi iskolát végzett, férjhezmenetele után a háztartást vezette. Testvérei: Magdolna (1927) grafikus, Jenő (1928) tanár, László (1938) elektromérnök. Nős (1986), felesége Kováts Cecília építészmérnök.

## Politikai tevékenysége
A szülői házban találkozott először az aktív politizálás légkörével; 1949 után apjához hasonlóan ő sem vállalt közéleti szerepet. 1989. májusban belépett a Kereszténydemokrata Néppártba. 1989. szeptembertől 1990-ig a KDNP Országos Intézőbizottságának a tagja. Az 1990-es országgyűlési választáson pártja országos listájáról került be a parlamentbe. A KDNP képviselőcsoportjának tagjaként először főleg gazdasági kérdésekkel foglalkozott. 1990. május 3-tól 1992. májusig az Országgyűlés költségvetési, adó- és pénzügyi állandó bizottságában, a bizottság adó albizottságában dolgozott. Az Országgyűlés több, az államháztartási, társadalombiztosítási, személyi jövedelemadó-, valamint a költségvetési törvényekhez benyújtott módosító indítványát elfogadta.
1990. július 17-től a nem pártként bejegyzett társadalmi szervezetek költségvetési támogatásának elosztását előkészítő ideiglenes bizottság titkára, 1992-ben elnöke. 1992. június 24-én a miniszterré kinevezett Füzessy Tibor utódaként megválasztották a KDNP frakcióvezetőjének, ekkor bizottsági elnöki tisztéről lemondott. 1992. június 18-tól az alkotmányügyi, törvény-előkészítő és igazságügyi állandó bizottság tagja. 1990. novemberben a karitatív célokat képviselő Szent Lázár Lovagrend, a Barankovics Alapítvány kuratóriuma és a Mikó Imre Kör tagja lett. 1991. novembertől a Magyar Népfőiskolai Kamara elnöke, és 1991. december 21-én a Keresztény Vállalkozói Kamara alapító elnökévé választották; 1992-ben parlamenti elfoglaltsága miatt e két utóbbi tisztéről lemondott. 1992-től haláláig a Magyar Sportturisztikai Szövetség tiszteletbeli elnöke.
Az 1994-es országgyűlési választáson Heves megye 3. sz., Gyöngyös központú választókerületében indult, a második fordulóban 20,26 százalékkal a győztes Fodor Gábor (SZDSZ) és Hiesz György (MSZP) mögött a 3. helyen végzett. A KDNP országos listájának hatodik helyéről került be ismét a Parlamentbe. Az Országgyűlés költségvetési és pénzügyi állandó bizottságában, ezen belül az ellenőrzési, az államháztartási, a monetáris, az Európai Unióhoz való csatlakozással foglalkozó és a privatizációs albizottságokban dolgozik. Részt vett a Budapest Bank részére juttatott állami támogatás körülményeit vizsgáló ideiglenes bizottságban, továbbá 1996. február 19-ig a számvevőszéki állandó bizottságmunkájában is. A KDNP-frakcióban a gazdasági és költségvetési munkacsoport tevékenységében vesz részt, és általános frakcióvezető-helyettes.
Pártja 1997-es szétesésekor átült a Fidesz frakciójába. Az IPU magyar csoportja magyar-cseh és magyar-román baráti tagozatának a tagja, a magyar-ír tagozat alelnöke. 1998-tól Orbán Viktor miniszterelnök főtanácsadója.

## Halála
Hosszan tartó, türelemmel viselt betegség után 2009. november 27-én meghalt. Csépe Bélát a Kereszténydemokrata Néppárt a saját halottjának tekinti. 2009. december 18-án délután 3 órakor helyezték örök nyugalomra a kelenföldi Szent Gellért-plébániatemplom urnatemetőjében római katolikus egyház szertartása szerint.